# 이강국 (정치인)
리강국(李康國(이강국), 1906년 2월 7일~몰년(1956년?) 미상)은 일제강점기 시대의 노동사회운동가였었던, 조선민주주의인민공화국 정부 개창 초기 시대의 외교관 겸 정치인이다. 본은 수안(遂安)이고, 호는 이촌(耳村).

## 생애
경기도 양주 출생이다. 1927년 경성부의 보성고등보통학교를 수석 졸업한 소문난 수재로, 경성제국대학 법문학부 재학 중 공산주의 이론에 입문한 뒤 1928년 경성제대 법문학부 중퇴 후 독일(바이마르 공화국)의 베를린 훔볼트 대학교 법철학과(1932년 중퇴)까지 유학한 엘리트이자 이론가였다.

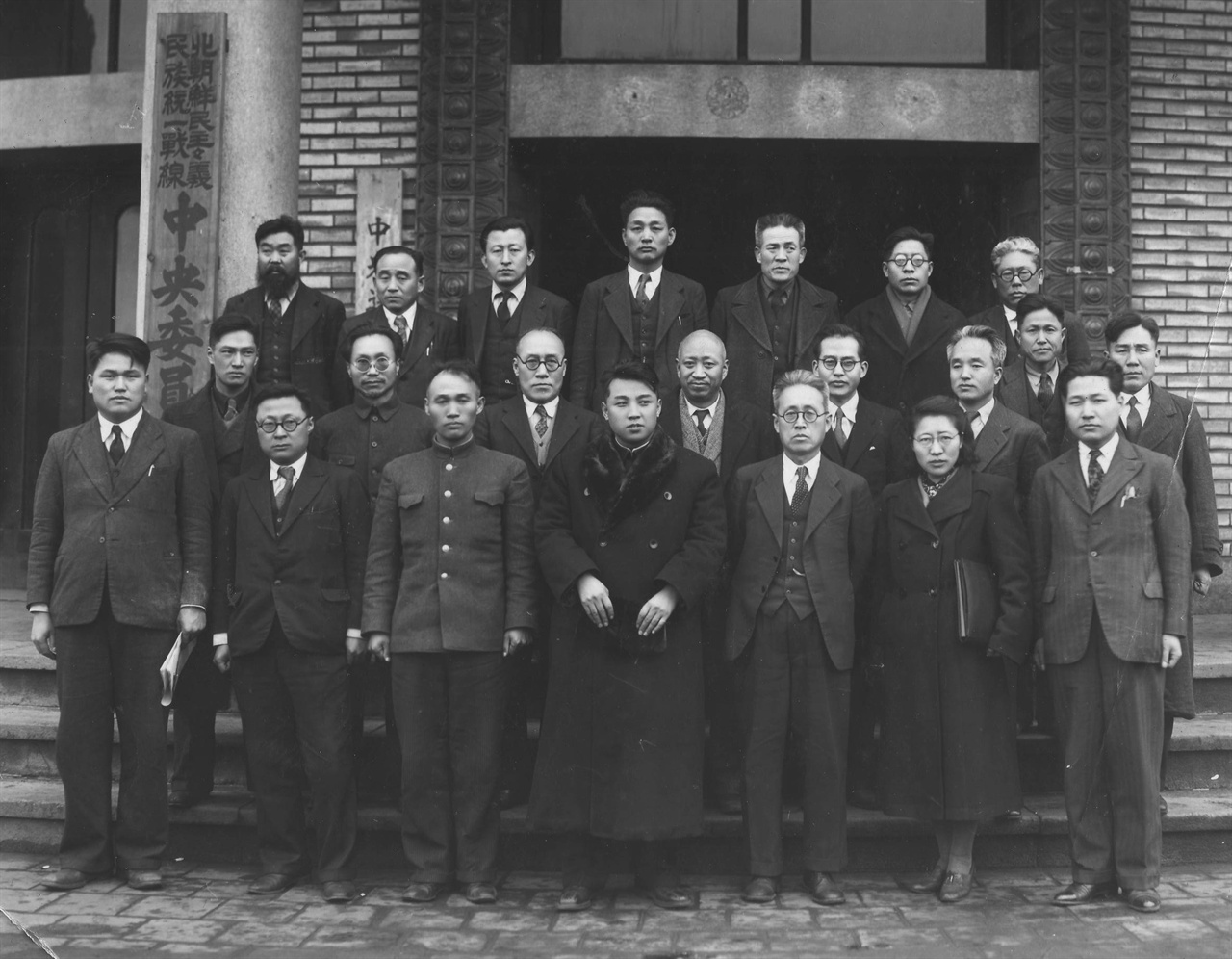
1946년말 경 북조선민주주의민족통일전선 청사 앞에서 (앞줄 맨 왼쪽은 최용건, 세 번째부터 김책, 김일성, 김달현, 허정숙, 리강국 순)

유학 중에는 독일 공산당에 가입해서 활동했고, 1935년 귀국하여 함경남도 원산부에서 노동 운동을 벌이다가 투옥되기도 했다.
광복 후 건국준비위원회, 민주주의민족전선에 참여하며 적극적인 정치 활동을 벌였다. 1946년 8월 25일자 조선인민보 기고를 통해 "미군정을 철수하고 정권은 인민위원회에 넘겨주라! 미군은 속히 물러가라!"는 미군정에 대한 비판 기고문으로 박헌영과 체포령이 내려지면서 연인으로 알려진 김수임의 도움으로 월북했다. 여간첩 사건으로 유명한 김수임은 당시 미군 헌병감인 육군 대령 존 벨 베어드(병으로 첫 부인을 상배한 미국 육군 대령)와 결혼을 전제로 동거하고 있었는데, 미군 헌병이 운전하는 사령관 탑승 차량에 이강국과 동승해 38선까지 검문을 피할 수 있게 해준 것이었다.
현대일보(現代日報)의 1947년 8월 5일자 보도에서는 북한이 낙원인 줄 알고 월북했다가 곤욕만 치르고 겨우 월남해 돌아온 어느 학생(이 아무개, 李某君)이 북한에서 친지 이기영(李箕永, 1895~1984)을 찾아갔다가 결국 그에게서 들은 이강국의 소식을 전하는데, 북으로 온 것을 후회하나 돌아갈 길은 없고, 북한의 정책을 비판하다 투옥되어 있다고 하였다.
1948년 8월 4일, 북괴 최고인민회의 초대 대의원에 선출되었다.
그리고 이강국은 1948년 9월 2일 북조선인민위원회 사무국장, 외무국장, 1950년 조선인민군 병원장, 1951년 11월 무역성 일반제품 수입상사 사장 등을 거쳐, 조쏘항공사 사장 등을 지냈다.
한국 전쟁 휴전 무렵 리승엽, 조일명, 림화 등과 함께 정부 전복 기도 및 테러 학살, 미국 첩자의 혐의로 체포된 뒤, 1953년 실각하였으며 이듬해 1954년 로동당 당적에서 제명되었다. 

### 최후
1953년 최용건이 김두봉에게 위임을 받은 북괴 인민 법정에서 사형 선고를 받고 4년 뒤인 1957년(또는 1955년)에 처형된 것으로 알려져 있다.

#### 사후
2001년 9월에 발굴돼 공개된 미군 정보장교인 소령 조지 실리의 보고서에 따르면 이강국이 미군 방첩대(CIA's covert Joint Activities Commission) 요원으로 분류되었다는 것이 드러나, 기존 통설대로 이강국이 김수임을 통해 남한 정보를 수집해 간 것이 아니라 거꾸로 존 벨 베어드(1906년 출생~1965년 사망, 1941년 첫 부인을 병으로 상배. 1945년 2차 대전 종전 당시 미국 육군 대령. 1949년 예비역 미국 육군 대령 예편. 훗날 1955년 재혼.)가 김수임과 연결된 이강국을 통해 북측 정보를 수집했을 가능성을 시사하고 있다.

## 참고 자료
- 심지연 (2006년 3월 30일). 《이강국연구》. 서울: 백산서당. ISBN 8973273825.